# Cristoforo Schor
Cristoforo Schor, född 1655 i Rom, död 1725 i Neapel, var en italiensk arkitekt, ingenjör och scenograf under barocken. Han är bland annat känd för att ha ritat högaltaret och absiden i kyrkan Sant'Antonio dei Portoghesi i Rom. Schor var även verksam i Neapel, där han bland annat utförde verk i kyrkorna Santa Maria della Sanità och Santa Maria della Catena. Han var son till Giovanni Paolo Schor och yngre bror till Filippo Schor.